# Сосновка (Люберецки район)
Сосновка (на руски: Сосновка) е село в Люберецки район, Московска област, Русия. През 2006 година населението на селото наброява 16 души, но към 2010 година то вече е спаднало на 0 души.

## География

### Разположение
Селото е разположено в североизточна част на Люберецки район. Намира се на 6 километра от Люберци. Надморската му височина е 142 метра.

### Климат
Климатът в Сосновка е умереноконтинентален (Dfb по Кьопен) с горещо и сравнително влажно лято и дълга студена зима.